# 人権擁護者

人権擁護者（じんけんようごしゃ、英: Human Rights Defender）とは、国際連合憲章の「人権と基本的自由の促進」の原則を踏まえて、世界人権宣言や国際人権法に定められた人権を平和的に促進する人々の総称である。個人であれ団体であれ、弁護士の法律家であれ、一般のアマチュアボランティアであれ国際的に承認された人権の保護と促進のため活動する全ての個人や団体、非政府組織を含む。
1998年12月9日の国際連合総会で採択された、「個人、団体及び社会組織の世界的に承認された人権と基本的自由を促進、保護する権利と義務についての宣言」（国際連合総会決議53/144による）によって定められた。この宣言が採択されて以降、それまで使われていた人権活動家 (Human rights activist) や人権問題専門家 (Human rights professional)、人権運動家 (Human rights worker)、人権監視者 (Human rights monitor) よりもより適切で使いやすい人権擁護者の語が（主に英語圏で）広く使用されるようになった。
1998年には、『すべての人権擁護者、“世界中の数多くの勇敢な人々”』が、国連人権賞を受賞した。